# Tipula (Lunatipula) cypropeliostigma
Tipula (Lunatipula) cypropeliostigma is een tweevleugelige uit de familie langpootmuggen (Tipulidae). De soort komt voor in het Palearctisch gebied.